# Red Apollo
Red Apollo war eine deutsche Post-Metal-Band aus Dortmund.

## Geschichte
Sie wurde 2006 als Ein-Mann-Projekt von Björn Döhmann in Dortmund gegründet. Nach der selbst produzierten Demo-EP namens Like the Cry of a Bird of Prey (Februar 2011) stießen weitere Bandmitglieder dazu. Im November 2011 folgte die selbst produzierte und im Proberaum aufgenommene Demo-EP Quiet as Death mit vier weiteren Bandmitgliedern. Sascha Voss, zu dem Zeitpunkt Schlagzeuger der Dortmunder Hardcore-Band Remember, übernahm für die Demo Aufnahmen das Schlagzeug und stieg kurze Zeit später als festes Bandmitglied bei Red Apollo ein. Über acht Jahre hinweg veröffentlichte die Band über zehn Veröffentlichungen, darunter auch drei Split 7″ EPs mit Gottesmorder (Band aus Pisa), Withers (Linz) und Sundowning (Essen), welche 2013 erschienen.
Nach der dritten Album-Veröffentlichung gab die Band im Jahr 2019 ihre Auflösung bekannt.

## Stil
Red Apollo spielen ein Crossover aus Post Metal und Stoner, bzw. Sludge. Charakteristisch dafür ist vor allen Dingen die „Tiefe, Pathos und eine imposante Wall of Sound“.
Der Metal Hammer beschreibt ihn als „atmosphärischen Post Metal, der Einflüsse von (Black) Metal bis Hardcore und Crust einbezieht“. Verglichen werden sie häufig mit The Ocean, Intronaut oder Dethklok.
In ihren Songs thematisiert die Band die Konfrontation mit dem gesamten Spektrum pathologischer Ängste.

## Diskografie
Alben
- 2012: Marche Funèbre (Alerta Antifascista, Good Die Young Records)
- 2015: Altruist (Alerta Antifascista, Moment of Collapse Records)
- 2018: The Laurels of Serenity (Moment of Collapse Records)

Singles und EPs
- 2013: Moment of Collapse Records (Moment of Collapse Records)
- 2013: Gottesmorder (Alerta Antifascista)
- 2014: Withers (Moment of Collapse Records)
- 2017: Meta (Moment of Collapse Records)

Kompilationen
- 2015: Red Apollo (Sludge Worm Magazine)

Verschiedenes
- 2011: Quiet as Death (Iron Plague Records)
- 2014: Knife Party (Eigenveröffentlichung)